# 迷宫漏斗蛛
迷宫漏斗蛛（学名：Agelena labyrinthica）为漏斗蛛科漏斗蛛属的动物。分布于古北界以及中国大陆的北京、河北、山西、江苏、浙江、福建、山东、湖北、湖南、广西、四川、陕西等地，多见于灌木丛、草丛以及墙角等处。该物种的模式产地在欧洲。

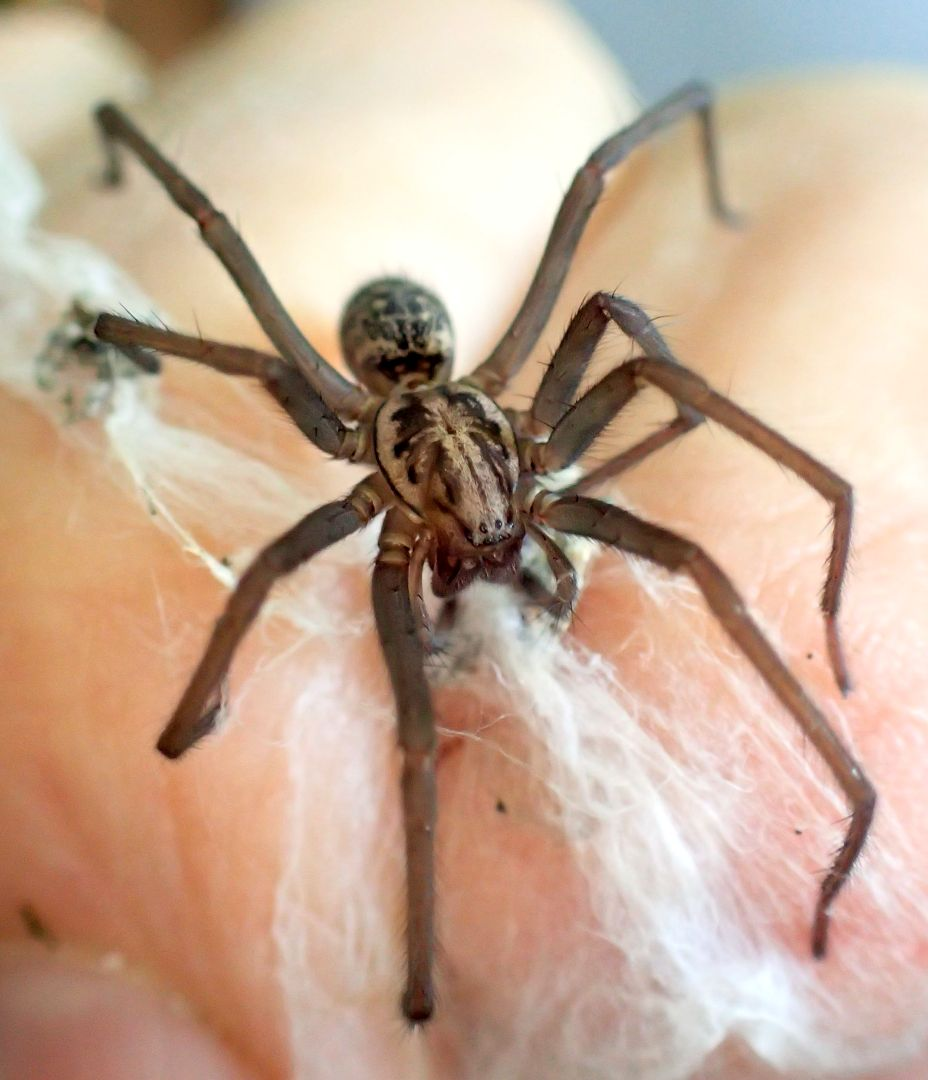
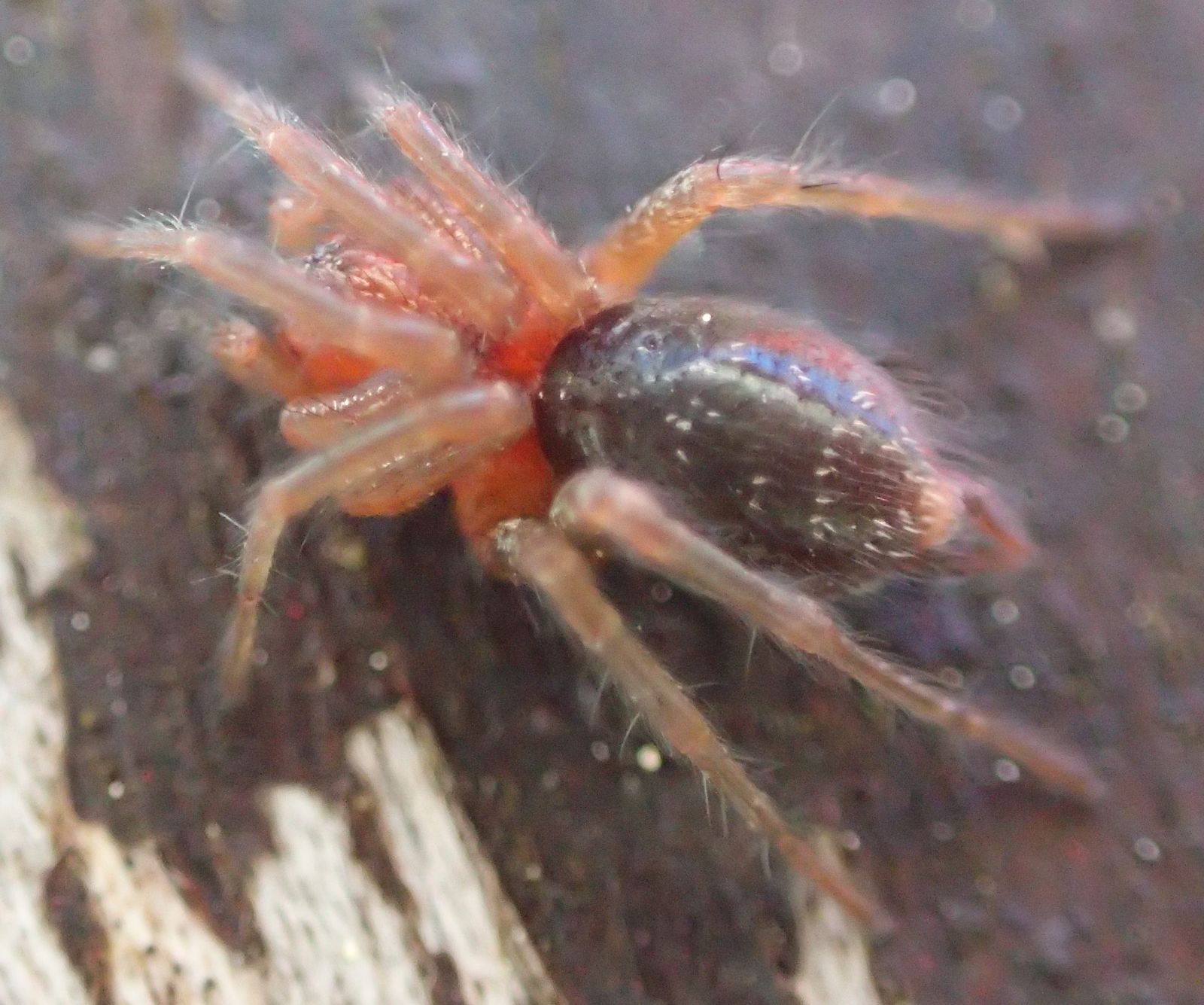